# Оссув
Оссув (пол. Ossów) — село в Польщі, у гміні Воломін Воломінського повіту Мазовецького воєводства.
Населення — 960 осіб (2011).
У 1975-1998 роках село належало до Варшавського воєводства.

## Демографія
Демографічна структура станом на 31 березня 2011 року:
|          | Загалом | Допрацездатний вік | Працездатний вік | Постпрацездатний вік |
| -------- | ------- | ------------------ | ---------------- | -------------------- |
| Чоловіки | 469     | 89                 | 343              | 37                   |
| Жінки    | 491     | 86                 | 296              | 109                  |
| Разом    | 960     | 175                | 639              | 146                  |